# تاهلوانت
تاهلوانت (بالإنجليزية: TAHELOUANTE)‏ هي جماعة قروية تابعة لإقليم الصويرة ضمن جهة مراكش - تانسيفت - الحوز بالمغرب. بلغ مجموع عدد سكان  تاهلوانت حسب إحصاءات 2004 حوالي 4552 نسمة يعيشون في 778 أسرة.

## دواوير الجماعة
دوار تهلوانت 
دوار تكديرت 
دوار تليت 
دوار ايت مولخنيف